# NASCAR Winston Cup de 1999
A Temporada da NASCAR Winston Cup de 1999 foi a 51º edição da Nascar, com 34 etapas disputadas o campeão foi Dale Jarrett.

## Calendário
| N. | Data   | Corrida                           | Circuito                        | Vencedor       | Segundo         | Terceiro        |
| 1  | 14-feb | Daytona 500                       | Daytona International Speedway  | Jeff Gordon    | Dale Earnhardt  | Kenny Irwin Jr. |
| 2  | 21-feb | BIG KMart/Dura Lube 400           | Rockingham Speedway             | Mark Martin    | Dale Jarrett    | Bobby Labonte   |
| 3  | 7-mrt  | Las Vegas 400                     | Las Vegas Motor Speedway        | Jeff Burton    | Ward Burton     | Jeff Gordon     |
| 4  | 14-mrt | Cracker Barrel 500                | Atlanta Motor Speedway          | Jeff Gordon    | Bobby Labonte   | Mark Martin     |
| 5  | 21-mrt | TranSouth Financial 400           | Darlington Raceway              | Jeff Burton    | Jeremy Mayfield | Jeff Gordon     |
| 6  | 28-mrt | Primestar 500                     | Texas Motor Speedway            | Terry Labonte  | Dale Jarrett    | Bobby Labonte   |
| 7  | 11-apr | Food City 500                     | Bristol Motor Speedway          | Rusty Wallace  | Mark Martin     | Dale Jarrett    |
| 8  | 18-apr | Goody's Body Pain 500             | Martinsville Speedway           | John Andretti  | Jeff Burton     | Jeff Gordon     |
| 9  | 25-apr | DieHard 500                       | Talladega Superspeedway         | Dale Earnhardt | Dale Jarrett    | Mark Martin     |
| 10 | 2-mei  | California 500                    | California Speedway             | Jeff Gordon    | Jeff Burton     | Bobby Labonte   |
| 11 | 15-mei | Pontiac Excitement 400            | Richmond International Raceway  | Dale Jarrett   | Mark Martin     | Bobby Labonte   |
| 12 | 30-mei | Coca-Cola 600                     | Charlotte Motor Speedway        | Jeff Burton    | Bobby Labonte   | Mark Martin     |
| 13 | 6-jun  | MBNA Platinum 400                 | Dover International Speedway    | Bobby Labonte  | Jeff Gordon     | Mark Martin     |
| 14 | 13-jun | Kmart 400                         | Michigan International Speedway | Dale Jarrett   | Jeff Gordon     | Jeff Burton     |
| 15 | 20-jun | Pocono 500                        | Pocono Raceway                  | Bobby Labonte  | Jeff Gordon     | Dale Jarrett    |
| 16 | 27-jun | Save Mart/Kragen 350              | Infineon Raceway                | Jeff Gordon    | Mark Martin     | John Andretti   |
| 17 | 3-jul  | Pepsi 400                         | Daytona International Speedway  | Dale Jarrett   | Dale Earnhardt  | Jeff Burton     |
| 18 | 11-jul | Jiffy Lube 300                    | New Hampshire Motor Speedway    | Jeff Burton    | Kenny Wallace   | Jeff Gordon     |
| 19 | 25-jul | Pennsylvania 500                  | Pocono Raceway                  | Bobby Labonte  | Dale Jarrett    | Mark Martin     |
| 20 | 7-aug  | Brickyard 400                     | Indianapolis Motor Speedway     | Dale Jarrett   | Bobby Labonte   | Jeff Gordon     |
| 21 | 15-aug | Frontier at the Glen              | Watkins Glen International      | Jeff Gordon    | Ron Fellows     | Rusty Wallace   |
| 22 | 22-aug | Pepsi 400                         | Michigan International Speedway | Bobby Labonte  | Jeff Gordon     | Tony Stewart    |
| 23 | 28-aug | Goody's Headache Powder 500       | Bristol Motor Speedway          | Dale Earnhardt | Jimmy Spencer   | Ricky Rudd      |
| 24 | 5-sep  | Pepsi Southern 500                | Darlington Raceway              | Jeff Burton    | Ward Burton     | Jeremy Mayfield |
| 25 | 11-sep | Exide NASCAR Select Batteries 400 | Richmond International Raceway  | Tony Stewart   | Bobby Labonte   | Dale Jarrett    |
| 26 | 19-sep | Dura Lube/Kmart 300               | New Hampshire Motor Speedway    | Joe Nemechek   | Tony Stewart    | Bobby Labonte   |
| 27 | 26-nov | MBNA Gold 400                     | Dover International Speedway    | Mark Martin    | Tony Stewart    | Dale Jarrett    |
| 28 | 3-okt  | NAPA Autocare 500                 | Martinsville Speedway           | Jeff Gordon    | Dale Earnhardt  | Geoff Bodine    |
| 29 | 10-okt | UAW-GM Quality 500                | Charlotte Motor Speedway        | Jeff Gordon    | Bobby Labonte   | Mike Skinner    |
| 30 | 17-okt | Winston 500                       | Talladega Superspeedway         | Dale Earnhardt | Dale Jarrett    | Ricky Rudd      |
| 31 | 24-okt | Pop Secret Microwave Popcorn 400  | Rockingham Speedway             | Jeff Burton    | Ward Burton     | Bobby Labonte   |
| 32 | 7-nov  | Checker Auto Parts/Dura Lube 500  | Phoenix International Raceway   | Tony Stewart   | Mark Martin     | Bobby Labonte   |
| 33 | 14-nov | Pennzoil 400                      | Homestead-Miami Speedway        | Tony Stewart   | Bobby Labonte   | Jeff Burton     |
| 34 | 21-nov | NAPA 500                          | Atlanta Motor Speedway          | Bobby Labonte  | Dale Jarrett    | Jeremy Mayfield |

## Classificação final - Top 10
| 1  | Dale Jarrett   | 5262 |
| 2  | Bobby Labonte  | 5061 |
| 3  | Mark Martin    | 4943 |
| 4  | Tony Stewart   | 4774 |
| 5  | Jeff Burton    | 4733 |
| 6  | Jeff Gordon    | 4620 |
| 7  | Dale Earnhardt | 4492 |
| 8  | Rusty Wallace  | 4155 |
| 9  | Ward Burton    | 4062 |
| 10 | Mike Skinner   | 4003 |